# Eustachius Federl
Eustachius Federl, auch Föderl; Ordensname Franciscus Salesius a Matre Dolorosa OCD (* 13. September 1732 in München; † 26. Juli 1787 in Haifa, Berg Karmel) war ein katholischer Titularbischof und Apostolischer Vikar von Verapoly in Kerala, Indien.

## Herkunft
Eustachius Federl oder Föderl wurde als Sohn des gleichnamigen Münchner Gastwirtes und Jägers sowie dessen Ehefrau Catharina geb. Eisgrueber geboren. Der Vater betrieb seit 1755 am Karlsplatz in München das beliebte Wirtshaus „Stachusgarten“, das nach seinem Eigentümer benannt war. In Erinnerung an diese Gaststätte trägt der bekannte Münchner Platz seither den volkstümlichen Namen „Stachus“.

## Leben und Wirken
1750 schloss er das Münchener Jesuitengymnasium (heute Wilhelmsgymnasium München) ab und trat 1753 in die bayerische Provinz der Unbeschuhten Karmeliten ein. Hierbei erhielt er den Ordensnamen „Franciscus Salesius a Matre Dolorosa“. Nach Beendigung seiner theologischen Studien in München schickte man ihn an das Missionsseminar seines Ordens nach Rom und bestimmte ihn am 24. August 1762 für die Malabar-Mission. Dem Orden unterstand seit 1700 missionsmäßig der gesamte Südwesten Indiens, das Apostolische Vikariat Verapoly. Federl traf erstmals am 19. Oktober 1765 dort ein.
Sprachlich außerordentlich begabt – er beherrschte sieben europäische Sprachen – erwarb sich der Pater so gute Kenntnisse in der Landessprache Malayalam, dass er im Vikariat Verapoly mit der schwierigen Aufgabe eines ständigen Visitators betraut wurde. Nach dem Apostolischen Vikar (Bischof) hatte er somit das zweitwichtigste Amt der örtlichen Mission inne. Eine seiner Hauptaufgaben lag darin, die Pfarreien zu besuchen und Spannungen zwischen den Gemeinden der katholischen Thomaschristen und den Lateinern auszugleichen. Ein zeitgenössischer Bericht bezeichnete ihn als „den einzig guten Missionar unter denen, die gegenwärtig in Malabar weilen“.
Am 29. April 1772 verließ Eustachius Federl Indien und kehrte nach Europa zurück, da ihn die harte Missionsarbeit krank gemacht hatte, wie der Apostolische Vikar von Verapoly, Nicolaus Szostak (Florentius von Jesus von Nazareth) im gleichen Jahr nach Rom mitteilte. In Rom erstattete er im November 1773 vor der Propagandakongregation ausführlichen Bericht über den Stand der Malabarmission.
Inzwischen starb Bischof Nicolaus Szostak, ein Litauer, am 26. Juli 1773 in Indien und der gerade in Europa befindliche Eustachius Federl wurde von Papst Clemens XIV. am 27. Juli 1774 zu seinem Nachfolger bestimmt. Der Karmelit reiste daraufhin am 14. September 1774 von Augsburg nach Paris, wo er am 27. Oktober eintraf. Dort weihte ihn der Apostolische Nuntius und spätere Kardinal, Erzbischof Giuseppe Doria Pamphili am 20. November in der Kapelle der Pariser Mission zum Titularbischof von Germanicia. Schon eine Woche später brach Federl nach Indien auf, wo er am 13. Oktober 1775 in seinem Bistum eintraf.
Bei seinen Mitbrüdern im Vikariat Verapoly wurde Federl sehr reserviert aufgenommen. Er war bei ihnen von früher her schon nicht beliebt und nun verschworen sie sich regelrecht gegen ihn. Einige schrieben nach Rom, dass man ihn nicht als Apostolischen Vikar wünsche, da er unwürdig sei. Zur Bekräftigung beschuldigten sie ihn verschiedener Dinge; u. a. rollte man einen Sachverhalt aus der Zeit seines ersten Aufenthaltes (also vor 1772) auf, als er einen dem Alkohol verfallenen Priester der Thomaschristen, der eine Monstranz mit dem Allerheiligsten aus einer Kirche geraubt hatte, in einer Strafaktion persönlich festnahm und ihn im Gefängnis verhungern ließ. Über diesen Vorfall war die Propagandakongregation allerdings bereits unterrichtet und hatte in einer Resolution vom 22. Juli 1774 großes Missfallen ausgedrückt.
Ungeachtet dessen hatte Eustachius Federl gerade bei den Thomaschristen seines Vikariats den stärksten Rückhalt. Nachdem ihn seine Mitbrüder aus dem Amtssitz Kloster Verapoly vertrieben hatten, residierte er bei jenen in Alengad. Die einheimischen Thomaschristen waren ihm sehr zugetan und unterstützten ihn nachhaltig. Das erhaltene Palmblatt-Protokoll einer Versammlung der Deputierten der Thomaschristen des Vikariats Verapoly, in der Marienkirche Alengad, vom 15. Februar 1776, erklärt sich mit Eustachius Federl solidarisch und nimmt ihn völlig in Schutz. Dort heißt es u. a.:

„Im Jahr des Herrn 1776, am 15. Februar, versammelten sich in der St. Mary Kirche zu Alengad die Kirchengemeinden von Malabar, vor dem ehrwürdigen Bischof von Germanicia (d. h. vor Eustachius Federl), fassten nachfolgende Beschlüsse hielten sie auf einem Ola (d. h. Palmblatt-Manuskript) fest und unterschrieben sie eigenhändig.  … Während die Dinge sich so entwickelten kam der neue Bischof Franciscus Salesius (Federl) nach Verapoly. Entgegen den alten Gepflogenheiten, taten sie (die Karmeliter) ihm und uns viel Unrecht an, weshalb wir den Bischof feierlich nach Alengad geleiteten, damit er hier leben kann. Wir, die Deputierten der malabarischen Christen, haben beschlossen, dass wir wegen der Ungerechtigkeiten gegen den Bischof und gegen uns keinen der Patres in unsere Kirchen einlassen, noch ihnen gehorchen werden, bis der Papst hiervon unterrichtet wurde und er uns seine Entscheidung mitteilt.“

Die genauen Gründe für die Zerwürfnisse zwischen Eustachius Federl und seinen Mitbrüdern sind heute nicht mehr eindeutig nachzuvollziehen. Josef Glazik umschreibt die Vorgänge in der Neuen Deutschen Biografie folgendermaßen: „Hinzu kamen nationale Rivalitäten unter den Karmelitern selbst; sie führten zu einer Spaltung unter ihnen, die auf die Christengemeinden übergriff und Rom zwang, die Ernennung rückgängig zu machen.“ Federls Wesen scheint rau und zuweilen aufbrausend gewesen zu sein, jedoch verstand er sich offenbar mit den einfachen, einheimischen Christen recht gut und kam mit ihnen besser aus als mit seinen mehrheitlich italienischen Konfratres.
Rom entschied den Fall schließlich und berief Eustachius Federl nach knapp zweijähriger Amtszeit als Apostolischen Vikar von Verapoly ab. Der Bischof gehorchte; er resignierte mit Datum vom 9. März 1777 und zog sich zunächst nach Bombay, dann nach Bagdad und schließlich ins Mutterkloster auf dem Berg Karmel im Heiligen Land zurück, wo er 1787 starb. Erst 1784 trat der italienische Karmelit Aloysius Mary of Jesus OCD (1743–1802) Federls Nachfolge als Apostolischer Vikar von Verapoly an; zwischenzeitlich blieb das Amt verwaist.